# 剑桥七杰

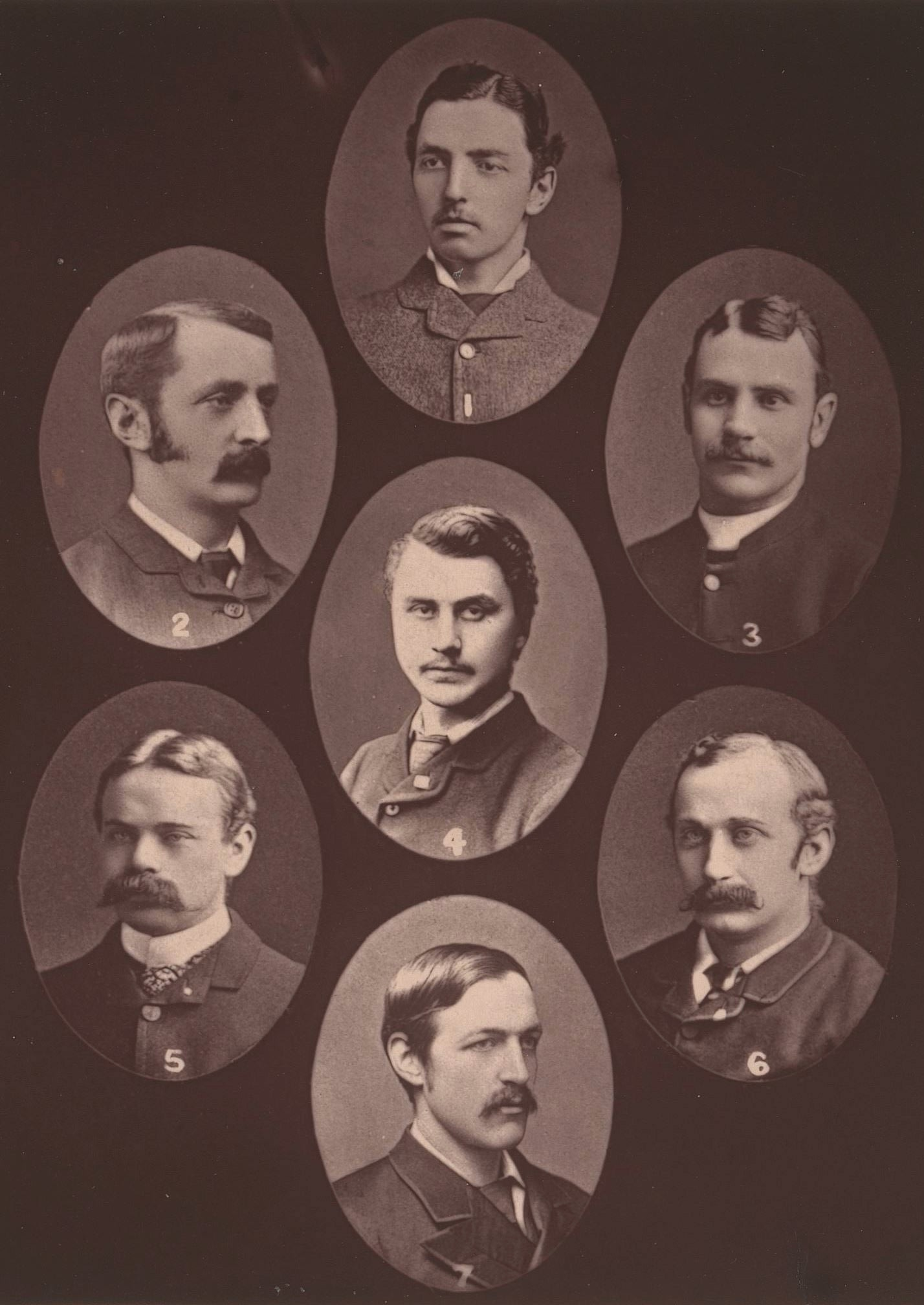
劍橋七傑肖像：1.施達德；2.何斯德；3.蓋士利；4.司安仁；5.杜西德；6.杜明德；7.章必成。

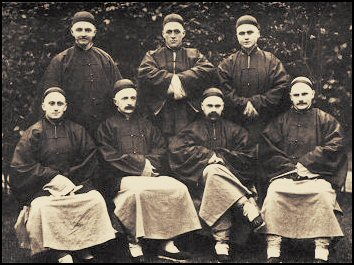
身穿清代長袍馬褂的劍橋七傑，1885年

劍橋七傑（The Cambridge Seven）是指在1885年，決定透過內地會成為中國傳教士的六名劍橋大學學生和一名皇家軍事學院的學生：
- 施達德（Charles Thomas Studd）
- 章必成（Montagu Harry Proctor-Beauchamp）
- 司安仁（Stanley P. Smith）
- 蓋士利（William Wharton Cassels）
- 何斯德（Dixon Edward Hoste）
- 杜明德（Arthur T. Polhill-Turner）
- 杜西德（Cecil H. Polhill-Turner），亦名寶耀庭

## 在英国的预备
受到戴德生（Hudson Taylor）的影响，七人成为传教士，1885年2月5日前往中国，3月18日到达上海。临行前全国各地纷纷召开盛大的欢送会。他们的行动甚至影响到了美国，令Robert Wilder发起学生志愿运动（Student Volunteer Movement）。
七个人都是有重生经历的基督徒，出于信仰，前往中国，努力传揚福音并帮助当地的人。他们加入内地会后，讲道并且呼吁听众效法他们的榜样跟随基督。施达德的兄弟Kynaston Studd资助了他们的旅行费用。

## 评价
七个人的榜样是19世纪传教运动的重大事件之一，他们成了宗教名人，故事被印成《福音化世界》，散发到英国和美国的每个青年会和女青年会。
尽管他们在一起的时间很短，他们帮助中国内地会（China Inland Mission）从一个默默无闻的小差成為迄今中國福音工作最知曉的差會，激励许多新人加入内地会其他传教组织。1885年，当剑桥七杰到达中国时，内地会有163名传教士；到1890年增加了一倍，到1900年达到800人- 占全部新教传教士的三分之一。

## 事奉
- 盖士利（William Wharton Cassels，1858-1925年），萊普頓學校和聖約翰學院畢業生，圣公会牧师和傳教士。来华后在四川工作，10年后的1895年，受任为圣公会新设华西教区的主任牧師，直至1925年在那里去世。

- 司安仁（司米德，Stanley P. Smith，1861-1931年），前圣三一学院划艇队队长，被派到华北，不久就能用流利的中文讲道。1931年1月31日在中国苏州去世。死前一天晚上，他还在讲道。

- 施达德（Charles Thomas Studd，1860-1931年）曾是英国著名的板球手，知名度最高。当时他毅然放弃板球決定传教引起很大的轰动。来中国后他主要在山西传教，1894年由于健康恶化回国。后来又前往印度和非洲传福音，並創立了WEC。1931年在剛果去世。

- 亚瑟.端纳（Arthur T. Polhill-Turner，1862-1935年）1888年被按立成為牧师，并迁居到人口稠密的乡下，以盡可能接觸更多的人。1900年庚子之乱中他留在中国，並没有离开，直至1928年退休並返回英國後才離開那裡。1935年去世。

- 宝耀庭（Cecil H. Polhill-Turner，1860-1938年）伊頓公學（Eton College）畢業生，骑兵中尉，放弃了升迁的机会，和其他人一同来到四川传教，负责西北部西藏边区。1892年他和妻子在暴乱中几乎被杀。1900年，他因健康狀況不佳而回国，无法再回到中国。儘管無法回到中國，但在餘生中，進行了七次長時間的宣教訪問。1908年，在桑德蘭（Sunderland）成為五旬節宣教聯盟的負責人，並在英國五旬節運動的成立中，大大地受神使用。1938年在英格兰去世。

- 章必成（Montagu Harry Proctor-Beauchamp，1860-1939年），高大、强壮的划船选手，三一學院畢業生，男爵之子。1900年庚子之乱中撤离中国，1902年再次回到中国。1911年回到英国並在英國陸軍中擔任牧師。1935年，他的儿子成為中國的第二代傳教士，他也回到中国；1939年，在儿子的傳教站去世。

- 何斯德（Dixon Edward Hoste，1861-1946年），出身皇家军事学院（Royal Military Academy），是劍橋七傑中唯一沒有在劍橋大學接受教育的人。少將之子，原是炮兵少尉。1902年開始，接续戴德生擔任中国内地会總監33年。1935年退休后仍留在中国，直到1945年被日军关进集中营，同年獲釋並返回英國，在中国居留达60年。1946年5月11日在伦敦去世，是「剑桥七杰」中最後一位去世的成員。